# Arceuthobium dacrydii
Arceuthobium dacrydii là một loài thực vật có hoa trong họ Santalaceae. Loài này được Ridl. mô tả khoa học đầu tiên năm 1915.